# 대외경제무역대학
대외경제무역대학(경무대학, University of International Business and Economics, 对外经济贸易大学)은 본래 북경대외무역학원(중문: 北京对外贸易学院)으로 시작했다. 대외경제무역대학은 1951년 7월에 북경시 조양구 후이신동로 10에 세워졌으며, 설립 초기엔 무역부와 교육부의 고위공무원들과 고위간부들의 고등교육기관의 역할을 했다. 지금은 중국정부의 교육부와 상무부의 공동감독을 받고 있으며, 211공정에 따라 제1차로 지정된 국제경제, 국제무역, 금융, 국제상법, 경영, 외국어, 문학등을 전문으로 하는 중요기관으로 거듭났다.

## 학교현황
대외경제무역대학은 현재 국제경제무역, 국제상법, 금융학, 경영학, 상무영어등의 학과등의 종합적인 학문을 가르치는 재정경제대학중 하나이다. 대외경제무역대학에는 15개의 대학이 설립되어 있으며, 1개의 대학원과 2개의 국가지정 중요학과, 1개의 국가지정 인문사회학과 연구소가 자리잡고 있다. 그 밖에도 북경시가 지정한 6개의 중요학과, 1개의 철학사회학과 연구소, 2개의 학사후 과정연구소 등이 설립되어 있다. 대외경제무역대학의 현재 교수진은 1,500명정도이며, 그 중 780명은 전임교수이다. 대외경제무역대학에는 1만 4천여명의 학생들이 재학중이며, 학사과정에 8,000여명, 대학원과정에 3,700여명, 유학생 2,800여명으로 이루어져있다. 대외경제무역대학에는 현재 60여개의 연구소가 설치되어 있는데, 그 중 중국 WTO연구소가 중국 유일의 세계무역기구 국가급 연구소이다.

## 주요임원
- 당위 서기: 왕영王玲
- 학교 총장: 시건군施建军
- 당위 부서기: 양봉화杨逢华、진건향陈建香
- 학교 부총장: 류아刘亚、양장춘杨长春、임계군林桂军、장신민张新民、조충수赵忠秀
- 기율위 서기: 양봉화杨逢华[1]

## 주요대학[2]
- 국제경제무역학과(国际经济贸易学院)
- 금융학과(金融学院)
- 국제상학학과(国际商学院)
- 영문학과(英语学院)
- 외국어학과(外语学院)
- 국제관계학과(国际关系学院)
- 보험학과(保险学院)
- 행정학과(公共管理学院)
- 법학과(法学院)
- IT학과(信息学院)
- 중어중문학과(中国语言文学学院)
- 통계학과(统计学院)

## 그외대학
- 중국법국제경영학과(中法国际工商管理学院)
- 우수국제학과(卓越国际学院)
- 평생교육대학(继续教育学院)
- 원격교육대학(远程教育学院)
- 체육대학(体育部)
- 사상정치교육부(思想政治教研部)
- 문화예술대학(文化艺术教学部)

## 협회와 조직
- 덩샤오핑이론학회 (邓小平理论学会)
- 녹생성장위원회 (绿色协会)
- 은사수영클럽 (银鲨游泳)
- 민악대 (民乐团)
- 영화클럽 (摄影协会)
- 군악대 (军乐团)
- 무술클럽 (武术协会)
- 애심회 (爱心社)
- 수영클럽 (游泳协会)
- 국제무역학회 (国贸学社)
- 연극단 (话剧团)
- 광고협회 (广告协会)
- 옥야문학회 (沃野文学社)